# Заокский
Зао́кский — посёлок городского типа (рабочий посёлок), административный центр муниципального образования Заокский район в Тульской области России.
Население — 6464 чел. (2021).

## География
Поселок расположен на севере Тульской области, в 63 км от Тулы. В посёлке находится железнодорожная станция Тарусская на линии «Москва—Тула».
Широта: 54°43′56″ с. ш., долгота: 37°24′19″ в. д., высота над уровнем моря: 236 м.

## История
Свои корни Заокский ведёт от прихода, в состав которого входили село Уньки (известно с XVII века), деревня Ивановка и станция Иваново (сейчас станция Тарусская) Московско-Курской железной дороги, построенной в начале 1870-х годов.
По состоянию на 1914 г. деревня Ивановка входила в состав Кошкинской волости Алексинского уезда.
В 1924 году посёлок при станции Тарусская становится центром Серпуховского района Алексинского уезда Тульской губернии (с 1930 года — Заокский район Серпуховского округа Московской области).
В 1935 году селение Ивановка и станция Иваново, получившая в то время наименование Тарусская, были объединены в один населённый пункт с названием Заокское.
9 сентября 1970 года селу Заокское был присвоен статус рабочего поселка, с тех пор официальное название этого населенного пункта — рабочий поселок Заокский.
В 1987 году в Заокском была открыта семинария адвентистов седьмого дня. Ныне семинария существует как Заокский адвентистский университет.

## Население
| 1939  | 1959  | 1970  | 1979  | 1989  | 2002  | 2009  | 2010  | 2012  |
| ----- | ----- | ----- | ----- | ----- | ----- | ----- | ----- | ----- |
| 583   | ↗2678 | ↗4264 | ↗5701 | ↗6516 | ↗6668 | ↗6715 | ↗7117 | ↗7142 |
| 2013  | 2014  | 2015  | 2016  | 2017  | 2018  | 2019  | 2020  | 2021  |
| ↗7189 | ↘7038 | ↘6934 | ↘6816 | ↘6709 | ↘6548 | ↗6577 | ↘6509 | ↘6464 |

Национальный состав
По итогам переписи населения 2020 года проживали следующие национальности (национальности менее 0,1 % и другое см. в сноске к строке «Другие»):
| Национальность | Численность, чел. | Доля     |
| -------------- | ----------------- | -------- |
| Русские        | 5366              | 83,01 %  |
| Таджики        | 70                | 1,08 %   |
| Армяне         | 60                | 0,93 %   |
| Украинцы       | 52                | 0,80 %   |
| Узбеки         | 48                | 0,74 %   |
| Молдаване      | 42                | 0,65 %   |
| Татары         | 38                | 0,59 %   |
| Гагаузы        | 15                | 0,23 %   |
| Белорусы       | 15                | 0,23 %   |
| Грузины        | 13                | 0,20 %   |
| Киргизы        | 10                | 0,15 %   |
| Другие         | 735               | 11,39 %  |
| Итого          | 6464              | 100,00 % |

## Экономика
Основные предприятия Заокского: хлебопекарня, лесхоз, типография, издательство «Источник жизни».
Близ посёлка, на берегу Оки — дом отдыха «Велегож», база отдыха «Велегож Парк Resort» и другие. В округе расположены многочисленные садоводческие товарищества.

## Культура
В посёлке имеются две общеобразовательные школы (Начальная общеобразовательная школа и Заокская СОШ имени Героя России Сергея Бурнаева), специальная (коррекционная) общеобразовательная школа-интернат, музыкальная школа, 3D-кинотеатр, районная больница. Также в Заокском расположены негосударственное высшее учебное заведение церкви христиан адвентистов седьмого дня — Заокский адвентистский университет (в него входят христианская средняя общеобразовательная школа, духовная академия и христианский гуманитарно-экономический институт).
Со 2 октября 1930 года издаётся районная газета «Заокский вестник».

## Достопримечательности
Вблизи Заокского, на берегу Оки, расположена усадьба Поленово — дом-музей и заповедник известного русского художника Василия Дмитриевича Поленова, построенный по его же проекту в конце XIX века. В селе Бёхово, которое находится неподалёку от Заокского, сохранилась церковь Пресвятой Троицы, которая также была выстроена по специальному проекту В. Д. Поленова для окрестных крестьян в 1906 году.

## СМИ
Газета «Заокский вестник»